# Cecilia (Luisiana)
Cecilia es un lugar designado por el censo ubicado en la parroquia de St. Martin en el estado estadounidense de Luisiana. En el Censo de 2010 tenía una población de 1980 habitantes y una densidad poblacional de 357,07 personas por km²

## Geografía
Cecilia se encuentra ubicado en las coordenadas 30°20′11″N 91°50′53″O / 30.33639, -91.84806. Según la Oficina del Censo de los Estados Unidos, Cecilia tiene una superficie total de 5.55 km², de la cual 5.49 km² corresponden a tierra firme y (1.07%) 0.06 km² es agua.

## Demografía
Según el censo de 2010, había 1980 personas residiendo en Cecilia. La densidad de población era de 357,07 hab./km². De los 1980 habitantes, Cecilia estaba compuesto por el 58.64% blancos, el 37.93% eran afroamericanos, el 1.26% eran amerindios, el 0.4% eran asiáticos, el 0% eran isleños del Pacífico, el 0.35% eran de otras razas y el 1.41% pertenecían a dos o más razas. Del total de la población el 1.21% eran hispanos o latinos de cualquier raza.